# جنبيات السن
جنبيات السن (الاسم العلمي: Odontopleurida)، ربتة منقرضة من مفصليات ثلاثية الفصوص ترتبط أرتباطًا وثيقًا بربتة الليشاسيات.